# Sveti Andrija, Elafiti
Koordinati:   42°38′53″N, 17°57′02″E
Sveti Andrija je majhen nenaseljen skalnat otoček v Jadranskem morju (Hrvaška).
Sveti Andrija spada v skupino Elafitskih otokov. Leži pred vstopom v Koločepska vrata zahodno od Koločepa, od katerega je oddaljen okoli 4,5 km. Na otočku, ki ima površino 0,036 km², stoji svetilnik. Dolžina obalnega pasu je 1,21 km. Najvišji vrh je visok 30 mnm.
Iz pomorske karte je razvidno, da svetilnik oddaja svetlobni signal: B Bl 15s. Nazivni domet svetilnika je 24 milj.